# На Марс!
«На Марс!» — 15-й альбом белорусской панк-группы «Нейро Дюбель». Альбом стал доступен для бесплатного скачивания на официальном сайте группы 20 апреля 2015 года.

## Об альбоме
По словам лидера группы «Нейро Дюбель» Александра Куллинковича, несколько лет с выхода последнего альбома группа ничего нового не записывала, поскольку не было никаких идей. Были лишь попытки записать некоторые старые песни с новым звучанием, но из этого ничего не вышло. Старые песни, записанные по-новому, начинали звучать хуже, чем были в оригинале. В декабре 2014 года Куллинкович сообщил, что к нему пришла муза и он начал готовить новый альбом.
1 апреля 2015 года группа в социальных сетях опубликовала заглавную песню «На Марс!». По словам Куллинковича, песню про Марс предложил написать басист, исходя из того, что в прессе в это время появлялись сообщения о поиске добровольцев для полёта на эту планету. Вообще космическая тематика и раньше была свойственна группе (на прошлых альбомах выходили песни «Гагарин», «Касманаўты», «Дети Галактики»). Эта песня записана на белорусском языке, хотя имеет в тексте несуществующее слово «рушымся». Куллинкович попросил прощения у языковедов за такую вольность, пояснив, что это нечто среднее между белорусским «рушым» (двигаемся) и русским «разрушаем». Позже выяснилось, что подобное слово использовал ещё сто лет назад Максим Богданович в стихотворении «Рушымся, брацьця, хутчэй» (1910).
Концертная презентация нового альбома прошла в минском клубе Re:Public 10 апреля. Концерт прошёл с некоторыми проблемами. Александр Куллинкович был в состоянии алкогольного опьянения и забывал слова песен, причём не только новых, но и старых. Концерт вытягивали музыканты, а старые песни зал пел сам. Мнения поклонников группы относительно произошедшего разделились. Куллинкович через свою страницу на Facebook попросил прощения у музыкантов и фанатов группы, назвав своё поведение «жёстким порно». Позже было объявлено, что в результате переутомления Куллинкович перенёс микроинсульт. После обследования Куллинкович сообщил: «Здоровье моё почти богатырское! И диагнозы и прогнозы оказались слегка преувеличены. <…> Жаль, что презентация такого дорогого альбома получилась такой страшной. Но, жизнь есть жизнь. И Слава Богу, что она есть».
Альбом «На Марс!» стал доступен для бесплатного скачивания на официальном сайте группы 20 апреля 2015 года. В него вошло 12 композиций (две из которых были исполнены на белорусском языке) и несколько коротких стихов Куллинковича. На альбоме есть одна старая песня — «Битва на мотоциклах», которая первоначально была записана 21 год назад и пелась тогда «под Мамонова». Песня «Папараць-кветка» на стихи писателя и поэта Владимира Короткевича была записана в начале 2000-х годов для сборника «Скрыпка дрыгвы», который так и не был издан. Позже в виде демоверсии песня выходила на альбоме Tanki (2004). По традиции на альбоме есть кавер. На этот раз это песня «Рок-н-ролл мёртв» Бориса Гребенщикова и группы «Аквариум».

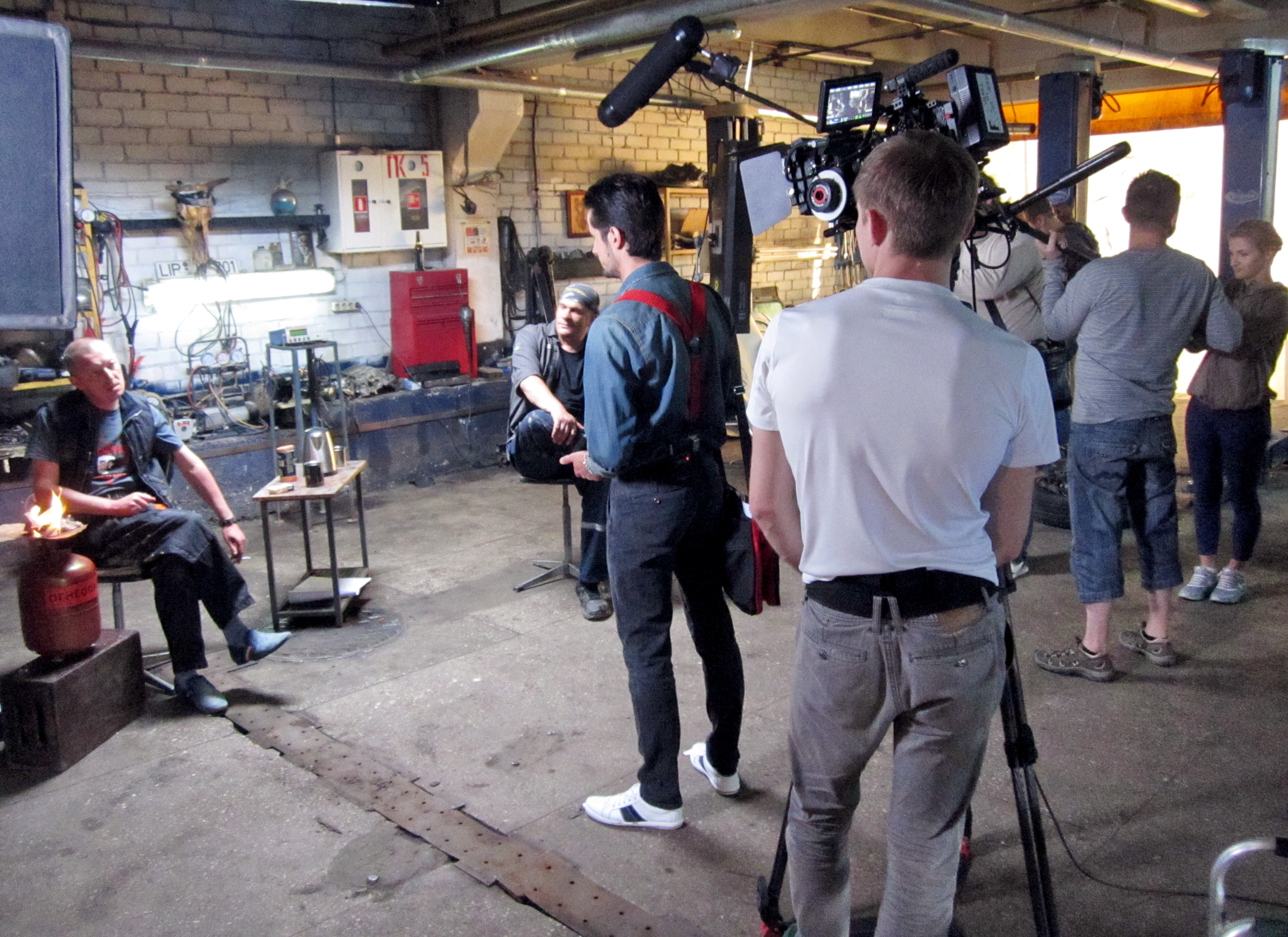
Куллинкович и Наумов (сидят) на съёмочной площадке фильма «ГараШ»

Песня «Диско» вошла в саундтрек фильма «ГараШ», который вышел осенью 2015 года. Музыканты группы «Нейро Дюбель» Александр Куллинкович и Юрий Наумов исполнили главные роли в этом фильме. Это был первый белорусский независимый фильм, попавший в широкий республиканский кинопрокат.

## Список композиций
| №                   | Название               | Автор(ы)            | Длительность |
| ------------------- | ---------------------- | ------------------- | ------------ |
| 1.                  | «Интро»                |                     | 2:38         |
| 2.                  | «Счастье»              |                     | 3:27         |
| 3.                  | «Сельпо»               |                     | 2:51         |
| 4.                  | «Стремительное слово»  |                     | 0:05         |
| 5.                  | «На Марс!»             |                     | 3:54         |
| 6.                  | «Метро»                |                     | 4:11         |
| 7.                  | «Насущное слово»       |                     | 0:39         |
| 8.                  | «Битва на мотоциклах»  |                     | 2:35         |
| 9.                  | «Рок-н-ролл мёртв»     | Борис Гребенщиков   | 3:06         |
| 10.                 | «Патриотическое слово» |                     | 0:10         |
| 11.                 | «Милицейские»          |                     | 2:33         |
| 12.                 | «Слово про любовь»     |                     | 0:14         |
| 13.                 | «Пара сук»             |                     | 3:18         |
| 14.                 | «Папараць-кветка»      | Владимир Короткевич | 3:26         |
| 15.                 | «Мучительное слово»    |                     | 0:10         |
| 16.                 | «Диско»                |                     | 3:25         |
| 17.                 | «Маленькая песенка»    |                     | 4:34         |
| 18.                 | «Неистовое слово»      |                     | 0:24         |
| 19.                 | «Уходим тихо»          |                     | 2:55         |
| 20.                 | «Аутро»                |                     | 1:14         |
| Общая длительность: | Общая длительность:    | Общая длительность: | 44:39        |

## Участники записи
- Александр Куллинкович — вокал
- Юрий Наумов — бэк-вокал
- Виталий Абрамович — соло-гитара
- Владимир Сахончик — гитара
- Евгений Бровко — бас-гитара, бэк-вокал
- Андрей Степанюк — ударные
- музыка — «Нейро Дюбель», кроме 9 — Борис Гребенщиков
- слова — Александр Куллинкович, кроме 9 — Борис Гребенщиков, 14 — Владимир Короткевич
- запись, сведение, мастеринг — Гарик Плевин и Павел Юрцевич на студии «Осмос»[1]

## Рецензии
Мнения экспертов на сайте Experty.by разделились. Егор Цывилько и Сергей Будкин высоко оценили альбом, назвав его одним из лучших в истории группы. В то же время Дмитрий Безкоровайный и Александр Чернухо поставили «средние» оценки. Они отметили, что альбом не плохой, но слишком похож на все предыдущие. Средняя оценка альбома на сайте 7 из 10.
Внештатный эксперт сайта Experty.by Евгений Долгих оценил альбом на 9 баллов. Он похвалил как музыку, так и тексты («тексты не просто хороши, но они здорово выглядят и поэтически, и метафорически, и по-всякому…»), при этом отметил, что вообще-то не любит панк-рок и не знаком с предыдущими работами группы. Илья Малиновский с euroradio.fm похвалил альбом, поставив ему 7 баллов, но по его мнению этот альбом всё же слабее, чем две предыдущие работы группы.